# Ralytupa medleri
Ralytupa medleri är en tvåvingeart som beskrevs av Loïc Matile 1975. Ralytupa medleri ingår i släktet Ralytupa och familjen platthornsmyggor.
Artens utbredningsområde är Nigeria. Inga underarter finns listade i Catalogue of Life.